# 宜购百货

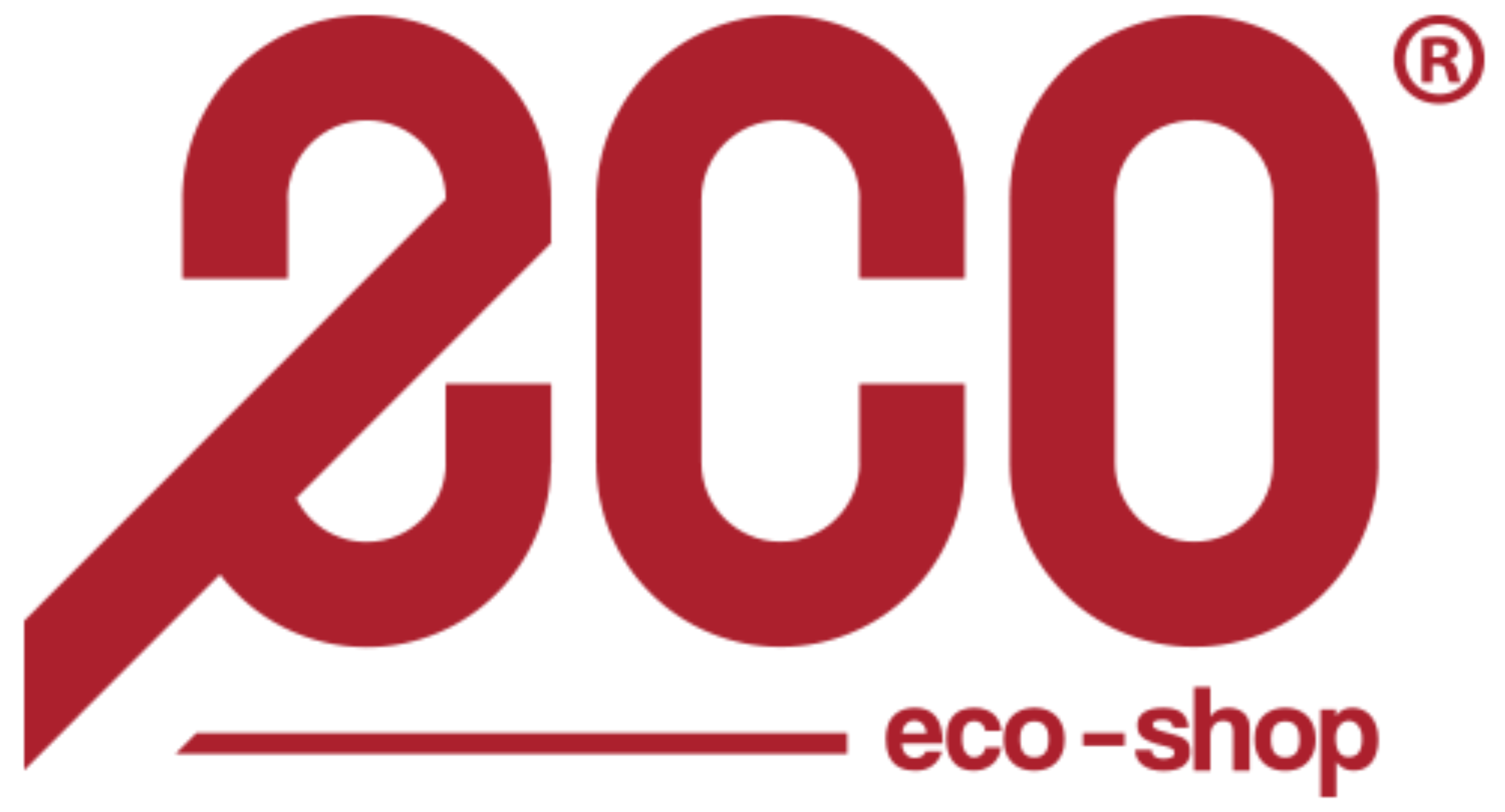
宜购百货标志

芙蓉的宜购百货

宜购百货是马来西亚的一家购物商店，于柔佛州利民达创立。商店里的每一个产品只需2令吉40仙（RM2.40）。2023年宜购百货已在马来西亚各地设立超过200家分店，并计划最早于9月上市马股，筹资额或高达8亿令吉。一旦成功上市，这将是马来西亚知名私募基金Creador近4年来继MR.DIY（MRDIY，5296，主板消费股）和CTOS数字（CTOS，5301，主板科技股）之后第3次将投资的公司操作上市。
2021年11月15日，该公司宣布从12月1日起，所有商品的价格将会涨价10仙，也就是半岛2.2令吉和东马及浮罗交怡2.4令吉。隔年6月1日该公司商品在西马的售价为2.4令吉，东马则为2.6令吉。